# Lorenzo Franciosini
Lorenzo Franciosini (Castelfiorentino o Firenze, 1600 ca. – dopo il 1645) è stato un lessicografo, grammatico e ispanista italiano.
Non si hanno molte informazioni riguardanti la sua vita, nonostante sia l'autore di un'opera molto importante pubblicata nel 1624, la Gramatica spagnuola, e italiana, uno dei testi fondamentali per l'insegnamento dello spagnolo in Italia tra XVII e XVIII secolo. Si ipotizza che la data di morte sia il 1645.

## Biografia
Lorenzo Franciosini nacque a Firenze o a Castelfiorentino nel Seicento. Delle poche informazioni che si hanno riguardanti la sua vita, la maggior parte si ricava dai frontespizi dei suoi libri, dai quali si evince che insegnò toscano e castigliano presso l'Università di Siena. Franciosini passa alla storia per essere l'autore del più importante dizionario bilingue spagnolo-italiano e italiano-spagnolo, la cui prima edizione risale al 1620 e rimane un punto di riferimento fino agli inizi del Novecento. Inoltre, a lui si deve anche la redazione di una grammatica bilingue, italiana e spagnola, del 1624. Queste due opere, unite ad altre operette, hanno favorito la diffusione dello spagnolo nella penisola italiana. Inoltre, per quanto riguarda le strutture grammaticali della lingua italiana, si è occupato della stesura di due libri in latino: il primo, De particulis Italicae orationis, il cui frontespizio attesta che l'autore, nel 1637, viveva a Firenze; il secondo, Fax linguae Italicae, dell'anno seguente, è una grammatica della lingua italiana. Il Franciosini si è occupato anche di traduzione; infatti può vantare la prima versione italiana del Don Chisciotte di Miguel de Cervantes. Le sue opere hanno avuto una certa risonanza in ambito italiano, ma si sono diffuse anche nel resto d'Europa, inclusi i paesi nordici. Questo è testimoniato dalla presenza di copie di opere di Franciosini nelle biblioteche di Oslo, Stoccolma e Copenaghen.

## Gramatica spagnola e italiana(1624)
La Gramatica spagnola e italiana è una delle opere principali di Franciosini. Essa comprende i Diálogos apazibles e un Nomenclator o Registro de algunas cosas curiosas y necessarias de saberse a los estudiosos de lengua española, materiali che, con i Dichos Políticos, saranno inseriti nell'opera a partire dall'edizione del 1638. La prima edizione della Gramatica fu pubblicata nel 1624 a Venezia da Giacomo Sarzina. Questa dovette competere con l'opera di Giovanni Miranda, pubblicata nel 1566, che continuava a circolare con numerose riedizioni a metà del XVII secolo. Pubblicata nuovamente a Roma nel 1638 dalla Camera Reale Apostolica, si trasformerà in un vero e proprio manuale di lingua, dal quale deriveranno una riedizione veneziana del 1645 e, in una sezione unica, quattro edizioni ginevrine pubblicate tra il 1648 e il 1707 e sei riedizioni veneziane. A queste se ne aggiunge una milanese del 1733, relazionata direttamente con l'editio princeps del 1624. Nel 2001, l'edizione del 1707 fu pubblicata in CD.

### Struttura dell'opera
La Gramatica comprende le seguenti parti iniziali:
- due dediche: All'Illustrissimo Signore, il Sig. Cammillo Baglioni, mio Signore e A' Signori Lettori. L'autore;
- un sonetto in italiano di Gio. Francesco Ghiberti, in lode all'opera;
- un doppio indice iniziale, dell'opera e tematico, senza indicazioni gerarchiche e senza elementi peritestuali: Tavola de' capitoli e d'altre cose, contenute nella presente Grammatica;
- un'errata corrige: Tavola per salvarsi l'Autore nel naufragio delli errori, fatti nello stampare.

Segue il corpus principale con le seguenti parti del discorso: l'articolo, il nome, il pronome, il verbo, il participio, l'avverbio, la preposizione, la congiunzione e l'interiezioni, con osservazioni di tipo semantico su alcune parole e espressioni che possono essere utili ad un parlante italiano. La struttura interna del corpus principale è suddivisa in epigrafi che alludono al contenuto del capitolo, del paragrafo o delle tavole. Si distinguono chiaramente tre parti dell'opera: la prima, Maniera di leggere e pronunziare in Castigliano e in Toscano ciascuna lettera dell'a, b, c; la seconda, Sulle parti dell'orazione e la terza, Breve raccolto d'alcune osservazioni tanto di verbi e dizioni semplici [...] come d'alcune maniere di parlare.

### LaGramatica spagnola e italiananella tradizione grammatografica
L'opera di Franciosini è uno dei testi fondamentali per l'insegnamento dello spagnolo in Italia tra il XVII e XVIII secolo. Essa segue lo schema tradizionale di pronuncia, morfologia e osservazioni lessicali utilizzato precedentemente da Alessandri D'Urbino nel Paragone (1560) e da Giovanni Miranda nelle sue Osservationi (1566). A differenza di queste opere, la Gramatica di Franciosini da un lato, dedica più spazio al verbo e, dall'altro, esclude l'ortografia. Tra le fonti c'è anche la Grammaire (1567) di Antoine Oudin, la quale apporta descrizioni dettagliate sulle proprietà dei vari verbi.
La Gramatica del 1624 si trasformò in manuale con l'edizione del 1638, con l'aggiunta di “otto dialoghi castigliani e toscani, con mille detti politici, e morali, mediante i quali, e la guida d'un fedel, e copioso nomenclatore, può ciascheduno agevolmente trovar la via d'imparar la favella castigliana, e toscana”. I Dialoghi, la cui origine risale ad autori inglesi e francesi, erano stati pubblicati dall'autore in un volume a parte nel 1626. Anche la nomenclatura, nonostante presentasse contenuti derivanti dal Vocabolario, non era un'opera originale, in quanto era stata presa da Antoine Oudin.

### La relazione con leAnnotationidi Gauges de' Gozze
Recentemente è stato rinvenuto il testo di Gauges de' Gozze da Pesaro, autore del quale non è nota la biografia. Nella sua opera dal titolo Annotationi in materia di lingua toscana sopra una certa grammatica spagnuola e italiana ultimamente data in luce da un professore di ammendue lingue da Gauges de' Gozze da Pesaro, pubblicata a Siena nel 1631,  l'autore offre una serie di riflessioni sulla varietà di toscano utilizzata con tutta probabilità da Franciosini nell'edizione del 1624 della sua Gramatica. Gozze precisa che tale varietà riflette le abitudini linguistiche delle classi sociali più basse, ovvero “dei Contadini e della Plebe”. Il lavoro di Gozze presenta 110 osservazioni e Franciosini sembra tenerne conto nelle successive edizioni dell'opera. Infatti, da un'analisi del titolo dell'editio princeps, si nota come esso sia passato dal presentare le voci gramatica e spagnola a quelle di grammatica e Spagnuola, su suggerimento di Gozze, che aveva sottolineato la scorrettezza delle prime. Per quanto riguarda le forme verbali, Franciosini nel 1624 non distingueva la seconda persona singolare e plurale dell'imperfetto indicativo, le cui uscite si equivalevano. Tuttavia, a partire dall'edizione del 1638 si apprezza il manifestarsi di tale distinzione nelle uscite verbali: ad esempio, incontriamo havevi /havevate, al posto della precedente forma unica havevi. Altri tempi verbali sono stati interessati da questo fenomeno: si tratta del congiuntivo imperfetto del verbo avere, che passa dalla forma avessi, valida anche per il plurale, ad una distinzione avessi/aveste dal 1638.
Per quanto riguarda i criteri di edizione dell'editio princeps della Gramatica spagnola e italiana di Franciosini, si è cercato di tenere conto sia della volontà dell'autore, sia delle esigenze del lettore, facilitando lo studio dell'opera dal punto di vista linguistico e storiografico. Ad esempio, paragrafi lunghi e complessi sono stati semplificati; inoltre, sono state introdotte tabelle per distinguere le parti in lingua spagnola da quelle in italiano e sono stati corretti refusi. Infine, le forme verbali assenti nell'originale sono state ricostruite a partire da deduzioni degli storiografi. 
La grammatica di Franciosini non presentava una distinzione grafica tra la u e la v, né spiegava le varianti del grafema consonantico s, che ne aveva addirittura sei. Quest'ultimo aspetto, oltre a non essere spiegato dall'autore, sembra privo di logica sistematica in quanto la distinzione si presenta in modo irregolare. Per quanto riguarda i segni di punteggiatura, quello più utilizzato è la virgola che viene posta anche prima delle congiunzioni coordinanti y ed e, rispettivamente spagnola e italiana. L'uso del punto, invece, è spesso sovrapponibile a quello di altri segni di punteggiatura, come i due punti o il punto e virgola. In generale, il punto viene posto alla fine dei paragrafi o nelle abbreviature. Per l'edizione critica dell'opera, si è deciso di mantenere l'uso corrente dei segni di punteggiatura. Per quanto riguarda le maiuscole, invece, anch'esse presentano irregolarità; ad esempio, non sono sempre presenti dopo il punto. Permangono le maiuscole con valore reverenziale, come nel caso di Merced o di Spagnolo. Nell'edizione del 1624 si usano unicamente gli accenti gravi, ma non è chiara la logica che regola il loro uso, dal momento che non sono presenti unicamente nelle sillabe toniche.

## Vocabolario italiano e spagnolo(1620)
Franciosini pubblica il Vocabolario italiano e spagnolo novamente dato in luce… con le frasi et alcune proverbi a Roma nel 1620. Di quest'opera esistono varie edizioni che ne confermano la grande diffusione. Tuttavia, l'opera non è partorita interamente dall'autore, in quanto si rifà all'opera Vocabulario de las dos lenguas, Toscana y castellana, de Christoval de las Casas pubblicata a Venezia nel 1582 da Christoval de las Casas. Anche quest'opera è stata riedita: nel 1583, 1591, 1600 e 1608. Non è chiaro su quale edizione del Vocabulario si basi Franciosini, che si limitò ad aggiungere termini, frasi o modi di dire. 
Nella sua parte iniziale, il vocabolario contiene delle indicazioni per una corretta scrittura e lettura in spagnolo. Si tratta di un'anticipazione di quanto sarà contenuto nella Gramatica che Franciosini pubblica quattro anni dopo, nel 1624. Il numero di voci è molto ricco e la loro spiegazione è fornita in modo accurato.

## Opere
- Lorenzo Franciosini, Vocabolario italiano, e spagnolo non più dato in luce. Nel quale con la facilità, e copia, che in altri manca, si dichiarano, e con proprietà conuertono tutte le voci toscane in castigliano, e le castigliane in toscano. Con le frasi, & alcuni prouerbi, che in ambe due le lingue giornalmente occorrono; con una chiara, e breue regola per leggere, e scriuere, & una succinta introduzione, con auuertimenti di molte cose notabili, Roma, Gio. Angelo Ruffinetti, 1620. URL consultato il 23 maggio 2019.
- Lorenzo Franciosini, L'ingenioso cittadino Don Chisciotte della Mancia, vol. 1, Venezia, Appresso Andrea Baba, 1622. URL consultato il 23 maggio 2019.
- Lorenzo Franciosini, L'ingenioso cittadino Don Chisciotte della Mancia, vol. 2, Venezia, Appresso Andrea Baba, 1625. URL consultato il 23 maggio 2019.
- Lorenzo Franciosini, Gramatica spagnola, e italiana, hora nuouamente vscita in luce, mediante la quale può il Castigliano con facilità, e fondamento impadronirsi della lingua toscana, & il Toscano, della castigliana; con la dichiarazione, & esempi di molte voci, e maniere di parlare dell'vna, e dell'altra nazione ... E con vna chiarissima, e breue regola per leggere, e scriuere con vero accento etc., Venezia, presso Giacomo Sarzina, 1624. URL consultato il 23 maggio 2019.
- (ES, IT) Lorenzo Franciosini, Dialogos apazibles, compuestos en castellano, y traduzidos en toscano. Dialoghi piaceuoli, composti in castigliano, e tradotti in toscano, Venezia, per Giacomo Sarzina, 1626. URL consultato il 23 maggio 2019.
- (ES, IT) Lorenzo Franciosini, Rodamontate ò Bravate spagnole, cavate da' Commentari de' spaventevolissimi, terribilissimi e invincibili capitani Ammazzamori, Coccodrillo e Scheggiabrocchieri. Hora nuovamente alla dichiarazion franzesa aggiunta l'italiana, e corretta la composizione spagnola da L. Franciosini da Castelfiorentino, professore in Siena della lingua italiana, e spagnola, Venezia, Presso Giacomo Sarzina, 1627. URL consultato il 23 maggio 2019.
- (LA) Lorenzo Franciosini, De particulis italicae orationis, quibus accessit Tractatus de accentibus vocum italicarum, Firenze, typis nouis Amatoris Massae, & Socior., 1637. URL consultato il 23 maggio 2019.
- (LA) Lorenzo Franciosini, Fax linguae Italicae tyronibus in huius obscuritate versantibus non inutile lumen praeferens, Firenze, typis nouis Amatoris Massae, & Socior., 1638. URL consultato il 23 maggio 2019.
- (LA) Lorenzo Franciosini, Compendium facis linguae Italicae Laurentii Franciosini Florentini. Senis Italicae, ac Hispanicae linguae professoris, Roma, Apud Blasium Diuersin, & Felicem Cesarettum, 1666. URL consultato il 23 maggio 2019.
- Lorenzo Franciosini, La nouissima grammatica delle tre lingue italiana, franzese, e spagnuola, cioè, la franzese, e l'italiana di Giovanni Alessandro Lonchamps, e la spagnuola di Lorenzo Franciosino. Opera profitteuole a chi desidera imparare fondatamente, & con breuita a leggere, comporre, intendere, a parlare in quelle, Venezia, per Michiel Miloco, 1666. URL consultato il 23 maggio 2019.